# Antônio Calado
Antônio Carlos Callado (Niterói, 26 de janeiro de 1917 – Rio de Janeiro, 28 de janeiro de 1997) foi um jornalista, romancista, biógrafo e dramaturgo brasileiro.

## Biografia
Nascido em Niterói (RJ), em 1917, Antônio Carlos Callado começou a escrever em jornais, desde a sua juventude.
Antônio Callado, apesar de formado em Direito (1939), nunca exerceu atividade na área jurídica. Militou na imprensa diária no período entre 1937 a 1941, nos jornais cariocas O Globo e Correio da Manhã. Em 1941, em plena Segunda Guerra Mundial, transfere-se para Londres onde trabalhou para a BBC até 1947. Depois da libertação de Paris, trabalhou no serviço brasileiro da Radiodiffusion française.
Na Europa descobre "sua tremenda fome de Brasil". Lê incansavelmente literatura brasileira e alimenta o desejo de, ao voltar, conhecer o interior do país. Na volta, satisfaz esse desejo ao fazer grandes reportagens pelo Nordeste, pelo Xingu, sobre Francisco Julião, Miguel Arraes e outras.
Atuou como redator-chefe do Correio da Manhã de 1954 a 1960, quando foi contratado pela Enciclopédia Britânica para chefiar a equipe que elaborou a primeira edição da Enciclopédia Barsa, publicada em 1963. Redator do Jornal do Brasil, cobriu, em 1968, a Guerra do Vietnã. Em 1974, dá aulas nas universidades de Cambridge, na Grã-Bretanha, e Columbia, nos Estados Unidos. Em 1975, quando trabalhava no Jornal do Brasil, deixa a rotina das redações  para dedicar-se profissionalmente à literatura.
Callado estreou na literatura em 1951, mas sua produção na década de 1950 consiste basicamente em peças teatrais, todas encenadas com enorme sucesso de crítica e público. Mas a mais bem sucedida foi Pedro Mico, dirigida por Paulo Francis, com o arquiteto Oscar Niemeyer em inusitada incursão pela cenografia, e Milton Moraes criando o papel-título. Foi transformada em filme estrelado por Pelé.
A produção de romances toma impulso nas décadas de 1960 e 1970, período em que surgem seus trabalhos mais importantes. Alinhado entre os intelectuais que se opunham ao regime militar, tendo por isso sido preso duas vezes, Callado revela em seus romances seu compromisso político, principalmente naquele que muitos consideram o romance mais engajado daquelas décadas, Quarup.
Callado escrevia à mão e mantinha uma rotina de trabalho, com horário rígido para todas as atividades, que incluíam duas caminhadas por dia. Mandou fazer uma mesinha portátil que o acompanhava pela casa toda, permitindo-lhe escrever em qualquer lugar. Não discutia, nem comentava seu trabalho com ninguém,  até que estivesse finalizado.
Em 1994 foi eleito para ocupar a Cadeira nº 8, da Academia Brasileira e Letras, em sucessão a Austregésilo de Athayde.
Recebeu várias condecorações e prêmios, no Brasil e no exterior. Morreu dois dias depois de completar 80 anos. De seu casamento em 1943 com Jean Maxine Watson, inglesa, funcionária da BBC, teve três filhos, entre eles a atriz Tessy Callado. Em 1976, casou-se com Ana Arruda

## Obras
- O fígado de Prometeu, teatro (1951)
- Esqueleto na Lagoa Verde, reportagem (1953)
- A assunção de Salviano, romance (1954)
- A cidade assassinada, teatro (1954)
- Frankel, teatro (1955)
- A Madona de Cedro, romance (1957)
- Retrato de Portinari, biografia (1957)
- Pedro Mico, teatro (1957)
- Colar de coral, teatro (1957)
- Os industriais da seca, reportagem (1960)
- "Uma rede para Iemanjá", teatro (1961)
- O tesouro de Chica da Silva, teatro (1962)
- Forró no Engenho Cananeia, teatro (1964)
- Tempo de Arraes, reportagem (1965)
- Quarup, romance (1967)
- Vietnã do Norte, reportagem (1969)
- Bar Don Juan, romance (1971)
- Reflexos do baile, romance (1976)
- Sempreviva, romance (1981)
- A expedição Montaigne, romance (1982)
- A revolta da cachaça, teatro, coletânea de 4 peças (1983)
- Entre o deus e a vasilha, reportagem (1985)
- Concerto carioca, romance (1985)
- Memórias de Aldenham House, romance (1989)
- O homem cordial e outras histórias, contos (1994)
- "Crônicas de Fim do Milênio" (1997)
- Antonio Callado, repórter", reportagem (2005).
- "Censura e Outros Problemas dos Escritores Latino-Americanos", palestras (2006)
- "O País Que Não Teve Infância", crônicas (2017)

## Academia Brasileira de Letras
Foi admitido na Academia Brasileira de Letras em 1994 e tornou-se o quarto ocupante da cadeira 8, em substituição a Austregésilo de Ataíde, por várias décadas presidente da Academia.